# Christine Gläser

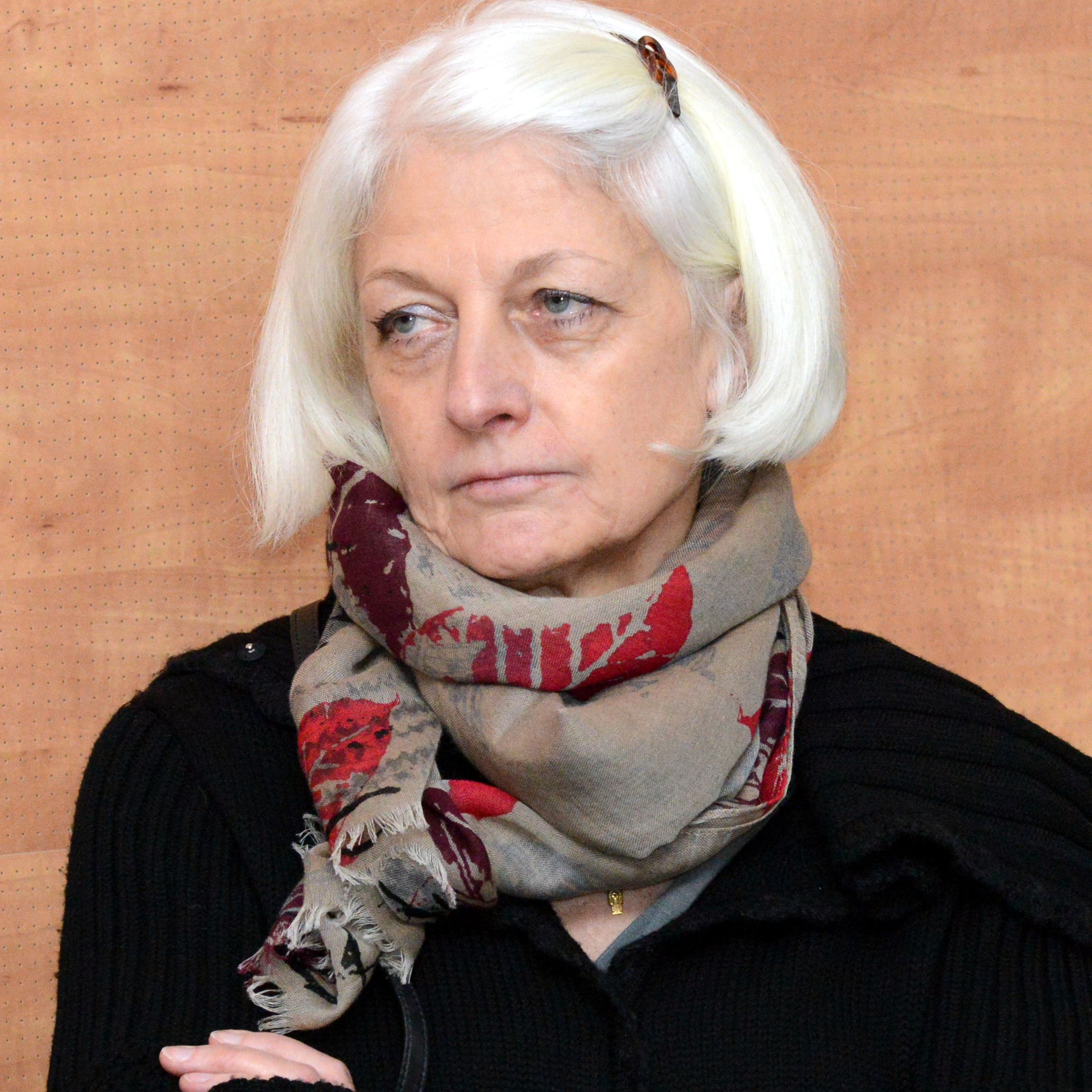
Christine Gläser, im Dezember 2014 in Marnach

Christine Gläser (* in Bobingen) ist eine deutsche Diplomatin, die von 2008 bis 2012 Generalkonsulin in Barcelona und von 2012 bis 2016 Botschafterin in Luxemburg war.

## Leben
Nach dem Abitur in Bayern studierte Christine Gläser zwischen 1970 und 1971 zunächst Geschichte, Kunstgeschichte und Anglistik an der Universität von Paris und absolvierte anschließend ein Studium der Rechtswissenschaften und der russischen Sprache an der Ludwig-Maximilians-Universität München, der Universität Genf sowie der Eberhard-Karls-Universität Tübingen, das sie 1976 mit dem Ersten Juristischen Staatsexamen abschloss.
Nach dem darauf folgenden Rechtsreferendariat von 1977 bis 1979 in München und Stuttgart trat sie im April 1979 in den Auswärtigen Dienst ein und legte im Juli 1979 das Zweite Juristische Staatsexamen ab. Nach einer Verwendung von 1983 bis 1986 an der Botschaft in Südkorea war sie an der Botschaft in Marokko tätig, anschließend zwischen 1988 und 1992 an der Botschaft in der Schweiz.
Zwischen 1992 und 1999 war Christine Gläser Referentin in der Kulturabteilung des Auswärtigen Amtes in Bonn und danach Mitarbeiterin an der Botschaft in Großbritannien, ehe sie von 2001 bis 2004 an der Ständigen Vertretung beim Europarat in Straßburg arbeitete. Nachdem sie zwischen 2004 und 2007 Referatsleiterin für bilaterale Kulturbeziehungen mit Ländern Europas und Zentralasiens im Auswärtigen Amt in Berlin gewesen war, nahm sie 2008 an einem Diplomatenaustausch im spanischen Ministerium für Auswärtige Beziehungen und Kooperation in Madrid teil.
Seit dem 3. Juli 2008 war Christine Gläser Generalkonsulin der Bundesrepublik Deutschland in Barcelona, nachdem sie ihre Exequatur am 17. Juni 2008 erhalten hatte. Sie war Nachfolgerin von Wolf Daerr, der zum Botschafter in Costa Rica berufen wurde. Im Juli 2012 folgte ihr Bernhard Brasack, der bisherige Generalkonsul in Breslau, als Generalkonsul in Barcelona.
Anschließend wurde Christine Gläser im Juli 2012 als Nachfolgerin von Hubertus von Morr, der in den Ruhestand trat, Botschafterin in Luxemburg. Dieses Amt bekleidete sie bis 2016.